# Umbellozetes fuscus
Umbellozetes fuscus är en kvalsterart som beskrevs av Krivolutsky 1969. Umbellozetes fuscus ingår i släktet Umbellozetes och familjen Tegoribatidae. Inga underarter finns listade i Catalogue of Life.